# Mistrzostwa Rumunii w piłce nożnej (1929/1930)
Mistrzostwa Rumunii 1929/1930 – 18. sezon najwyższej klasy rozgrywkowej w Rumunii. Tytuł zdobyła drużyna Juventus Bukareszt, pokonując w finale zespół Gloria CFR Arad. Mistrzostwa były rozgrywane systemem pucharowym.

## Uczestnicy
| Region     | Drużyna                   |
| ---------- | ------------------------- |
| Arad       | Gloria CFR Arad           |
| Braszów    | Brașovia Braszów          |
| Bukareszt  | Juventus Bukareszt        |
| Czerniowce | Dragoș Vodă Czerniowce    |
| Kiszyniów  | Mihai Viteazul Kiszyniów  |
| Kluż       | Universitatea Kluż        |
| Krajowa    | Oltul Slatina             |
| Gałacz     | Dacia Unirea Brăila       |
| Jassy      | Concordia Jassy           |
| Oradea     | Stăruința Oradea          |
| Sibiu      | Hermannstädter Turnverein |
| Timișoara  | RGM Timișoara             |

## Rozgrywki

### Runda wstępna
| Gospodarz                 | – | Gość                     | Wynik     |
| ------------------------- | - | ------------------------ | --------- |
| Oltul Slatina             | – | RGM Timișoara            | 0:1 (0:0) |
| Universitatea Kluż        | – | Stăruința Oradea         | 4:0 (1:0) |
| Concordia Jassy           | – | Mihai Viteazul Kiszyniów | 2:4 (0:1) |
| Hermannstädter Turnverein | – | Brașovia Braszów         | 0:0       |

### Ćwierćfinały
| Gospodarz              | – | Gość                      | Wynik       |
| ---------------------- | - | ------------------------- | ----------- |
| Dragoș Vodă Czerniowce | – | Mihai Viteazul Kiszyniów  | 4:6 (2:3)   |
| Dacia Unirea Brăila    | – | Juventus Bukareszt        | 0:16 (0:11) |
| Universitatea Kluż     | – | Hermannstädter Turnverein | 7:0 (1:0)   |
| RGM Timișoara          | – | Gloria CFR Arad           | 0:1 (0:0)   |

### Półfinały
| Gospodarz          | – | Gość                     | Wynik     |
| ------------------ | - | ------------------------ | --------- |
| Juventus Bukareszt | – | Mihai Viteazul Kiszyniów | 4:2 (3:0) |
| Gloria CFR Arad    | – | Universitatea Kluż       | 3:0 (1:0) |

### Finał
| Gospodarz          | – | Gość            | Wynik     |
| ------------------ | - | --------------- | --------- |
| Juventus Bukareszt | – | Gloria CFR Arad | 3:0 (1:0) |